# Витошевац
Витошевац је насеље у Србији у општини Ражањ у Нишавском округу. Према попису из 2022. било је 826 становника (према попису из 1991. било је 1535 становника). Село Витошевац је добило назив по потоку Витош који се налази у центру села. Витошевац је удаљен 15km од Ражња, 25km од Параћина, 34km од Крушевца, а 69km од Ниша. Витошевац се налази на око 500 метара надморске висине испод планине Буковик, и простире се на простору од 3279,08 хектара. Село припада планинском подручју са умерено топлим летњим данима и хладном, али кратком зимом.
У Витошевцу је пронађена статуета из доба венчанске културе и сребрна наруквица са представом змијске главе. Ови предмети се чувају у музејима у Београду и Нишу.
Витошевац је прво село на територији бивше Југославије које је добило амбуланту после Ражња. Ова амбуланта је општа и стоматолошка, а у њој се налази и просторија за анализу крви. У Витошевцу постоји основна школа већ 140 година, а 1970. године је славила 105 година постојања.
Овде се налазе Запис храст код цркве (Витошевац), Запис Николића храст (Витошевац), Запис Стојановића клен (Витошевац), Запис Поповића храст (Витошевац) и Запис орах код чесме (Витошевац).

## Историја
Историјат археолошких истраживања "Народни Музеј Београд" Витошевачки археолошки локалитет Лукицки брег, истраживање вршено 1960. године, пронађени предмети"Статуета из доба винчанске културе и сребрна наруквица са представом змијске главе, ови предмети се налазе у Музејима у Београду,Нишу или Крушевцу. Први трагови говоре говоре о постојању Насеља још из доба Винчанске културе.
Постоје писани трагови како је настало насеље Витошевац.
Потом су Римљани основали град у облику тропрсте руке, од којих је најдужи "прст" био онај испод Витошевца према Грабову, други према Смиловцу, а трећи испод Плочника према Мађару. Насеље је било лоцирано у долини због гравитационог водоснабдевања, а после велике поплаве становништво се разбежало по околним брдима, те су тако настала готово сва села у овом окружењу.Први писани траг о постојању Витошевца под овим именом је из 1453. године, где се помиње као "Мерза":"пусто село, без становништва, побегло пред Турцима или страдало од куге" .
Постоје две легенде како је насеље Витошевац добило име.Прва гласи: Да су ове наше тада пусте просторе населили становници планине Витоша из данашње Бугарске и тако је насеље добило име од планине Витош-евац.Витоша је један од најстаријих националних паркова не само у Бугарској, већ и на самом Балкану али и један од најстаријих у Европи.Друга легенда:Да је насеље Витошевац добило име по потоку Витош који извире у центру насеља Витошевац.
Од 1864. године у насељу Витошевац постоји Основна школа, која је саграђена по одлуци Краља Милана Обреновића, извор књига од Сталаћа до Делиграда кроз векове.фотографија старе школе Др Мирослава Андрејића, снимљена пред само рушење, срушена је немаром свих нас.
Године 1893. у Витошевцу рођен пионир српског глумишта Вукашин Вуле Пешић, стари мештани говоре да је та породица имала породичну кућу до 1990-их година у центру Витошевца.
Године 1901. поред Витошевца насеља пролазила железничка пруга од 1901-1935. Исте године почела је изградња пруге уског колосека Цицевац-Свети Петар, деоница пруге око 4километра пролазила поред насеља Витошевца, пруга је престала са радом 1935. године, на месту где је некада пролазила ПРУГА, сада је атарски пут.
Године 1902. у Витошевцу ловци се организују и бирају првог председника ловачког удружења Петронија Станојевића 1862-1947 из Витошевца.
Године 1912,1918.1912 године почињу Балкански ратови, било је учесника у ратовима али није нам познат тачан број мобилисаних и погинулих ратника из Витошевца.1914 почиње Велики рат, тачан број мобилисаних из Витошевца није нам познат?Из заробљеништва се вратио у Витошевац Ива Ракић из Витошевац који је био у Немачкој од 1914-1918 у граду Улм код Минхена, где је код немачког фармера обрађивао земљу.33 Ратника је погинуло у Великом рату из Витошевца њихова се имена налазе на спомен таблу у центру насеља и на Витошевачком гробљу.Палим ратницима у првом светском рату
Из периода 1807-1918 године тренутно у Витошевцу сачувано неколико кућа и помоћних објеката и пар колиби у планини, који су адаптирани и задржали су аутентичан изглед из тог периода.У близини Витошевца на више локација се налазе неколико стари стабала дрвећа "Сеоски Записи"за које мештани слободно процењују да имају више од 200година.
Године 1920. издаје се прва књига Витошевчанина Милета П.Миленовића рођеног 1884године у Витошевцу "Песмарица", учествовао је у балканским ратовима и првом светском рату.Књигу је написао за време првог светског рата, објављена је 1920 године, примерци се налазе у музејима у Београду и Нишу.
Године 1920. саграђене су неке од воденица а неке су доста старије, нико тачно од мештана Витошевца не зна када су биле саграђене Воденице, радиле су 7 Воденице, где су мештани млели жито, на реци Прчевици и Буђевац(вада)у Витошевцу познате као:Милојкова,Андрејицка,Баницка,Вишњарска,Миленовска,Живановска и Живадинова Воденица,.Воденице су престале са радом 1970-их година, што због ниског водостаја на рекама, што због електричних млинова, данас нису у функцији.
Године 1922. Витошевац је прво сеоско насеље у Краљевини Југославији за време владавине Александара Карађорђевића добило Здравствену Амбуланту. Здравствена Амбуланта се налазила где се сада налази зграда Поште.
Године 1928. у Витошевцу оснива се земљорадничка задруга, о чему постоје писани документи из тог периода, која ради до 1941 године, сеоска пијаца и пијачни дан у Витошевцу среда где су мештани Витошевца и околине продавали своје пољопривредне производе старије је од 100 година, и старији мештани памте да је одувек среда пијачни дан у Витошевцу.

## Демографија
У насељу Витошевац живи 1099 пунолетних становника, а просечна старост становништва износи 47,9 година (46,7 код мушкараца и 49,0 код жена). У насељу има 376 домаћинстава, а просечан број чланова по домаћинству је 3,40.
Ово насеље је великим делом насељено Србима (према попису из 2002. године), а у последња три пописа, примећен је пад у броју становника.
|  |

| Демографија | Демографија | Демографија |
| Година      | Становника  | Становника  |
| ----------- | ----------- | ----------- |
| 1948.       | 2.132       |             |
| 1953.       | 2.227       |             |
| 1961.       | 2.193       |             |
| 1971.       | 2.000       |             |
| 1981.       | 1.828       |             |
| 1991.       | 1.535       | 1.510       |
| 2002.       | 1.277       | 1.313       |

| Етнички састав према попису из 2002.‍ | Етнички састав према попису из 2002.‍ | Етнички састав према попису из 2002.‍ | Етнички састав према попису из 2002.‍ | Етнички састав према попису из 2002.‍ |
| ------------------------------------ | ------------------------------------ | ------------------------------------ | ------------------------------------ | ------------------------------------ |
|                                      |                                      |                                      |                                      |                                      |
| Срби                                 | Срби                                 |                                      | 1.233                                | 96,55%                               |
| Роми                                 | Роми                                 |                                      | 28                                   | 2,19%                                |
| Македонци                            | Македонци                            |                                      | 9                                    | 0,70%                                |
| Црногорци                            | Црногорци                            |                                      | 2                                    | 0,15%                                |
| Бугари                               | Бугари                               |                                      | 2                                    | 0,15%                                |
| непознато                            | непознато                            |                                      | 1                                    | 0,07%                                |

| \| \| м \| \| \| ж \| \| ? \| 4 \| \| \| 8 \| \| 80+ \| 20 \| \| \| 38 \| \| 75—79 \| 39 \| \| \| 54 \| \| 70—74 \| 48 \| \| \| 63 \| \| 65—69 \| 56 \| \| \| 67 \| \| 60—64 \| 38 \| \| \| 47 \| \| 55—59 \| 32 \| \| \| 41 \| \| 50—54 \| 58 \| \| \| 48 \| \| 45—49 \| 51 \| \| \| 63 \| \| 40—44 \| 37 \| \| \| 25 \| \| 35—39 \| 27 \| \| \| 16 \| \| 30—34 \| 34 \| \| \| 29 \| \| 25—29 \| 46 \| \| \| 34 \| \| 20—24 \| 32 \| \| \| 28 \| \| 15—19 \| 13 \| \| \| 23 \| \| 10—14 \| 22 \| \| \| 25 \| \| 5—9 \| 22 \| \| \| 31 \| \| 0—4 \| 26 \| \| \| 32 \| \| Просек : \| 46,7 \| \| \| 49,0 \| |      |  |  |      |
| |      |  |  |      |
| | м    |  |  | ж    |
| ? | 4    |  |  | 8    |
| 80+ | 20   |  |  | 38   |
| 75—79 | 39   |  |  | 54   |
| 70—74 | 48   |  |  | 63   |
| 65—69 | 56   |  |  | 67   |
| 60—64 | 38   |  |  | 47   |
| 55—59 | 32   |  |  | 41   |
| 50—54 | 58   |  |  | 48   |
| 45—49 | 51   |  |  | 63   |
| 40—44 | 37   |  |  | 25   |
| 35—39 | 27   |  |  | 16   |
| 30—34 | 34   |  |  | 29   |
| 25—29 | 46   |  |  | 34   |
| 20—24 | 32   |  |  | 28   |
| 15—19 | 13   |  |  | 23   |
| 10—14 | 22   |  |  | 25   |
| 5—9 | 22   |  |  | 31   |
| 0—4 | 26   |  |  | 32   |
| Просек : | 46,7 |  |  | 49,0 |

| Година пописа     | 1948. | 1953. | 1961. | 1971. | 1981. | 1991. | 2002. |
| ----------------- | ----- | ----- | ----- | ----- | ----- | ----- | ----- |
| Број домаћинстава | 442   | 465   | 474   | 478   | 457   | 412   | 376   |

| Број чланова      | 1  | 2  | 3  | 4  | 5  | 6  | 7  | 8  | 9 | 10 и више | Просек |
| ----------------- | -- | -- | -- | -- | -- | -- | -- | -- | - | --------- | ------ |
| Број домаћинстава | 74 | 94 | 48 | 53 | 37 | 33 | 22 | 13 | 2 | 0         | 3,40   |

| Пол    | Укупно | Неожењен/Неудата | Ожењен/Удата | Удовац/Удовица | Разведен/Разведена | Непознато |
| ------ | ------ | ---------------- | ------------ | -------------- | ------------------ | --------- |
| Мушки  | 535    | 87               | 392          | 42             | 14                 | 0         |
| Женски | 584    | 39               | 386          | 133            | 24                 | 2         |
| УКУПНО | 1.119  | 126              | 778          | 175            | 38                 | 2         |

| Пол    | Укупно                    | Пољопривреда, лов и шумарство | Рибарство                            | Вађење руде и камена | Прерађивачка индустрија       |
| ------ | ------------------------- | ----------------------------- | ------------------------------------ | -------------------- | ----------------------------- |
| Мушки  | 345                       | 176                           | 0                                    | 0                    | 94                            |
| Женски | 278                       | 216                           | 0                                    | 0                    | 23                            |
| Укупно | 623                       | 392                           | 0                                    | 0                    | 117                           |
|        |                           |                               |                                      |                      |                               |
| Пол    | Производња и снабдевање   | Грађевинарство                | Трговина                             | Хотели и ресторани   | Саобраћај, складиштење и везе |
| Мушки  | 7                         | 13                            | 15                                   | 2                    | 15                            |
| Женски | 0                         | 0                             | 15                                   | 2                    | 2                             |
| Укупно | 7                         | 13                            | 30                                   | 4                    | 17                            |
|        |                           |                               |                                      |                      |                               |
| Пол    | Финансијско посредовање   | Некретнине                    | Државна управа и одбрана             | Образовање           | Здравствени и социјални рад   |
| Мушки  | 0                         | 1                             | 5                                    | 3                    | 8                             |
| Женски | 0                         | 0                             | 2                                    | 8                    | 9                             |
| Укупно | 0                         | 1                             | 7                                    | 11                   | 17                            |
|        |                           |                               |                                      |                      |                               |
| Пол    | Остале услужне активности | Приватна домаћинства          | Екстериторијалне организације и тела | Непознато            | Непознато                     |
| Мушки  | 3                         | 0                             | 0                                    | 3                    | 3                             |
| Женски | 0                         | 0                             | 0                                    | 1                    | 1                             |
| Укупно | 3                         | 0                             | 0                                    | 4                    | 4                             |

## Галерија
- Снег у Витошевцу
- Стари бунар породице Михајловић
- Двориште са цвећем 2020.г.